# Tupaja
Tupaja, nadrzewnica (Tupaia) – rodzaj ssaków z rodziny tupajowatych (Tupaiidae).

## Zasięg występowania
Rodzaj obejmuje gatunki występujące w południowo-wschodniej Azji.

## Morfologia
Długość ciała (bez ogona) 110–230 mm, długość ogona 120–230 mm, długość ucha 6–20 mm, długość tylnej stopy 29–55 mm; masa ciała 35–300 g

## Systematyka
Rodzaj zdefiniował w 1821 roku brytyjski zoolog Thomas Stamford Raffles w artykule poświęconym katalogowemu spisowi kolekcji zoologicznej, sporządzonej na zlecenie Brytyjskiej Kompanii Wschodnioindyjskiej na wyspie Sumatra i w jej okolicach, opublikowanym w czasopiśmie Transactions of the Linnean Society of London. Raffles wymienił dwa gatunki – Tupaia ferruginea Raffles, 1821 i Tupaia tana Raffles, 1821 – z których gatunkiem typowym jest (późniejsze oznaczenie) Tupaia ferruginea Raffles, 1821.

### Etymologia
- Tupaia (Tupaya, Tupaja, Tapaia): malaj. nazwa tupai dla wiewiórki lub tupai[23].
- Sorex-Glis i Glisorex (Glisosorex, Glirisorex): zbitka wyrazowa nazw rodzajów: Sorex Linnaeus, 1758 (ryjówka) oraz Glis Brisson, 1762 (popielica)[24]. Gatunek typowy: Sorex glis Diard, 1820.
- Cladobates (Chladobates, Gladobates): gr. κλαδος klados ‘gałąź, gałązka’; βατης batēs ‘piechur’, od βατεω bateō ‘stąpać’, od βαινω bainō ‘chodzić’[25]. Gatunek typowy: Cuvier wymienił trzy gatunki – Tupaia ferruginea Raffles, 1821, Tupaia javanica Horsfield, 1822 i Tupaia tana Raffles, 1821 – z których gatunkiem typowym jest Tupaia tana Raffles, 1821.
- Hylogale (Hylogalea): gr. ὑλη hulē ‘teren lesisty, las’; γαλεή galeē lub γαλή galē ‘łasica’[26].
- Glipora: etymologia niejasna, Jentink nie wyjaśnił znaczenia nazwy rodzajowej[14]. Gatunek typowy: Jentink wymienił trzy gatunki – Hylogale murina S. Müller, 1840, Glipora leucogaster Jentink, 1888 (= Tupaia minor A. Günther, 1876) i Glipora rufescens Jentink, 1888 (= Tupaia splendidula J.E. Gray, 1865) – z których gatunkiem typowym jest Glipora leucogaster Jentink, 1888 (= Tupaia minor A. Günther, 1876).
- Urogale: gr. ουρα oura ‘ogon’[27] ; γαλεή galeē lub γαλή galē ‘łasica’[28]. Gatunek typowy (oryginalne oznaczenie): Urogale cylindrura Mearns, 1905 (= Tupaia everetti Thomas, 1892).
- Tana: epitet gatunkowy Tupaia tana Raffles, 1821; lokalna nazwa Tupai tana dla tupai okazałej[29][16]. Gatunek typowy (oryginalne oznaczenie): Tupaia tana Raffles, 1821.
- Lyonogale: Marcus Ward Lyon (1875–1942), amerykański przyrodnik; gr. γαλεή galeē lub γαλή galē ‘łasica’[28].

### Podział systematyczny
Do rodzaju należą następujące występujące współcześnie gatunki:
| Grafika | Gatunek             | Autor i rok opisu   | Nazwa zwyczajowa       | Podgatunki         | Rozmieszczenie geograficzne | Podstawowe wymiary                                  | Status IUCN |
| ------- | ------------------- | ------------------- | ---------------------- | ------------------ | --- | --------------------------------------------------- | ----------- |
|         | Tupaia belangeri    | (J.A. Wagner, 1841) | tupaja północna        | 2 podgatunki       | od południowo-zachodniej i południowo-środkowej Chińskiej Republiki Ludowej (włącznie z wyspą Hajnan) i Nepalu na południe przez Bhutan, północno-wschodnie Indie, północno-wschodni Bangladesz, Azję Południowo-Wschodnią do północny Półwysep Malajski | DC: 16–23 cm DO: 15–20 cm MC: 160–200 g             | LC          |
|         | Tupaia minor        | A. Günther, 1876    | tupaja mała            | 4 podgatunki       | Półwysep Malajski, Sumatra, Borneo i niektóre wyspy (Banggi, Balambangan, Singkep i prawdopodobnie Laut) | DC: 11–14 cm DO: 13,5–17,5 cm MC: 35–80 g           | LC          |
|         | Tupaia glis         | (Diard, 1820)       | tupaja pospolita       | gatunek monotypowy | Półwysep Malajski (włącznie z kilkoma wyspami leżącymi u jego wybrzeży) i Wyspy Lingga (Lingga i Singkep) | DC: 13,5–21 cm DO: 12,5–18 cm MC: 90–190 g          | LC          |
|         | Tupaia nicobarica   | (Zelebor, 1869)     | tupaja nikobarska      | gatunek monotypowy | Indonezja (Nikobary (Wielki i Mały Nikobar)) | DC: 17,5–19,5 cm DO: 19–23 cm MC: brak danych       | EN          |
|         | Tupaia ferruginea   | Raffles, 1821       |                        | gatunek monotypowy | Indonezja (Sumatra i Wyspy Batu (Tanahbala)) | DC: 17,5–20 cm DO: 14–17,5 cm MC: brak danych       | DD          |
|         | Tupaia chrysogaster | G.S. Miller, 1903   | tupaja złotobrzucha    | gatunek monotypowy | Indonezja (Wyspy Mentawai (Sipura, Północna i Południowa Pagai oraz prawdopodobnie Siberut) | DC: 18–22 cm DO: 12,5–15 cm MC: brak danych         | VU          |
|         | Tupaia discolor     | Lyon, 1906          |                        | gatunek monotypowy | Indonezja (wyspa Bangka na południowy wschód od wybrzeży Sumatry) | DC: 19–21 cm DO: 16–19 cm MC: brak danych           | DD          |
|         | Tupaia javanica     | Horsfield, 1822     | tupaja jawajska        | gatunek monotypowy | Indonezja (zachodnia Sumatra i wyspy Nias, Jawa i Bali) | DC: 13–15 cm DO: 14,5–17,5 cm MC: brak danych       | LC          |
|         | Tupaia hypochrysa   | O. Thomas, 1895     |                        | gatunek monotypowy | Indonezja (zachodnia Jawa) | DC: około 14,5 cm DO: około 14,5 cm MC: brak danych | DD          |
|         | Tupaia tana         | Raffles, 1821       | tupaja okazała         | 15 podgatunków     | Sumatra, Borneo i niektóre wyspy (Banyak, Batu, Bangka, Belitung, Lingga, Riau, Natuna, Labuan, Bangii i Tambelan) | DC: 17,5–21 cm DO: 15–19,5 cm MC: 200–300 g         | LC          |
|         | Tupaia longipes     | O. Thomas, 1893     | tupaja długonoga       | gatunek monotypowy | niziny północnego Borneo na południe do rzek Rajang i Kayan (Malezja, Brunei i Indoznezja) | DC: 19–20 cm DO: 18–19 cm MC: około 165 g           | LC          |
|         | Tupaia gracilis     | O. Thomas, 1893     | tupaja wysmukła        | gatunek monotypowy | Malezja i Indonezja: Borneo (z wyjątkiem centralnych wyżyn i południowo-wschodniej części wyspy), w pobliżu wysp Banggi i Karimata; prawdopodobnie wyspy Belitung i Bangka)                                                                              | DC: 13,5–15 cm DO: 15,5–18 cm MC: około 70 g        | LC          |
|         | Tupaia montana      | O. Thomas, 1892     | tupaja górska          | 3 podgatunki       | Borneo: Malezja (rezerwat przyrody Lanjak Entimau, Batu Song, Kalulong, Usun Apau, Dulet, Puek i Kinabalu) oraz Indonezja (Borneo Wschodnie) | DC: 15–17,5 cm DO: 12–15 cm MC: 110–150 g           | LC          |
|         | Tupaia dorsalis     | Schlegel, 1857      | tupaja pasiasta        | gatunek monotypowy | zachodnie, środkowe i wschodnie Borneo (Malezja, Brunei i Indonezja); w Sabah, rzadki wzdłuż granicy Kalimantanu | DC: 17,5–19,5 cm DO: 14,5–15 cm MC: brak danych     | DD          |
|         | Tupaia picta        | O. Thomas, 1892     | tupaja pomalowana      | 2 podgatunki       | północno-zachodnie i wschodnie Borneo (Malezja, Brunei i Indonezja) | DC: 17,4–20 cm DO: około 15 cm MC: brak danych      | LC          |
|         | Tupaia salatana     | Lyon, 1913          |                        | gatunek monotypowy | Malezja i Indonezja: południowe Borneo, na południe od rzek Rajang i Kayan | DC: 17,5–21 cm DO: 17,5–20 cm MC: brak danych       | LC          |
|         | Tupaia splendidula  | J.E. Gray, 1865     | tupaja ruda            | 5 podgatunków      | Malezja i Indonezja: Borneo, Karimata, Wyspy Natuna (Laut i Bunguran) i Wyspy Anambas (Kiabu) | DC: 15–17,5 cm DO: 12–15 cm MC: 110–150 g           | LC          |
|         | Tupaia everetti     | O. Thomas, 1892     | nadrzewnica filipińska | gatunek monotypowy | Filipiny (Mindanao i pobliskie Dinagat i Siargao) | DC: 17–22 cm DO: 11,5–17,5 cm MC: około 350 g       | LC          |
|         | Tupaia palawanensis | O. Thomas, 1894     | tupaja palawańska      | 2 podgatunki       | Filipiny (Palawan, Balabac, Busuanga, Culion i Cuyo) | DC: 15,7–19 cm DO: 15–18 cm MC: 120–160 g           | LC          |

Kategorie IUCN:  LC  – gatunek najmniejszej troski,  VU  – gatunek narażony,  EN  – gatunek zagrożony,  DD  – gatunki o nieokreślonym stopniu zagrożenia.
Opisano również gatunki wymarłe:
- Tupaia miocenica Mein & Ginsburg, 1997[33] (Tajlandia; miocen)
- Tupaia storchi Ni Xijun & Qiu Zhuding, 2012[34] (Chińska Republika Ludowa; miocen).